# Jean Baptiste Vuillaume
Jean Baptiste Vuillaume (7 de outubro de 1798 – 19 de março de 1875) foi um ilustre francês. Ele fez mais de 3.000 instrumentos e também foi um inventor e um bom empresário.

## Biografia
Nascido em uma Mirecourt, A família de Baptiste era toda envolvida no ramo de comercio, Jean-Baptiste Vuillaume chegou a Paris em 1818 para trabalhar para François Chanot, Em 1821, ingressou na oficina de Simon Lete, Ele se tornou seu parceiro em 1825 e se estabeleceram nas Croix Rue des Petits-Champs sob o nome de "Lete et Vuillaume". Seus primeiros selos são datadas de 1823.
A partir de 1827, no auge do período neogótico, quando muitos artistas foram desenhando monumentos ao estilo do século XVI, para satisfazer a procura dos virtuosos e amadores, para os grandes fabricantes de violino italiano do século XVIII, ele começou a inventar instrumentos mais antigos.
Em 1858, a fim de evitar o pagamento do capital sob encomenda de seus direitos sobre as importações de madeira, ele se estabeleceu na Rue Pierre Demours, perto da Ternes, que estavam nos arredores de Paris na época.
Ele estava então no auge do sucesso, tendo conquistado várias medalhas de ouro nas competições dos populares Exposições Universais de Paris em 1839, 1844 e 1855, a Medalha do Conselho em Londres em 1851 e, nesse mesmo ano, a Legião de Honra. Seu terceiro período, o período de ouro, continuou até sua morte.